# James Mirrlees
Ngài James Alexander Mirrlees FRSE FBA (5 tháng 7 năm 1936 – 29 tháng 8 năm 2018) là một nhà kinh tế người Scotland và nhận giải Nodel Kinh tế năm 1996. Ông được phong tước hiệp sĩ vào năm 1998.

## Tiểu sử
Ông sinh tại Minnigaff, Kirkcudbrightshire, Mirrlees được học tại Đại học Edinburgh (thạc sĩ toán và triết học tự nhiên vào năm 1957) và Trinity College, Cambridge (bằng toán học và tiến sĩ năm 1964 với luận án tiêu đề Lập kế hoạch tối ưu cho một nền kinh tế năng động), tại Cambridge ông là một sinh viên rất tích cực tranh luận. Đồng nghiệp của ông là Quentin Skinner đã đề nghị Mirrlees là thành viên của tông đồ Cambridge cùng với đồng nghiệp đoạt giải Nobel là Amartya Sen trong thời kỳ này. Từ năm 1968 đến năm 1976, Mirrlees là một giáo sư thỉnh giảng tại MIT 3 lần. Ông dạy tại cả hai trường là Đại học Oxford (1969–1995) và Đại học Cambridge (1963– và 1995–).
Trong suốt thời gian tại Oxford, ông đã xuất bả các bài báo về những mô hình kinh tế mà nhờ đó ông đã được nhận giải Nobel Kinh tế. Các bài báo này tập trung vào những tình thế mà trong đó thông tin kinh tế là bất đối xứng hoặc không đầy đủ, xác định mức độ chúng ảnh hưởng tới tỉ lệ tối ưu an toàn của một nền kinh tế. Trong số các kết quả khác, chúng đã chứng minh các nguyên tắc của "rủi ro đạo đức" và "thuế thu nhập tối ưu" được thảo luận trong các cuốn sách của William Vickrey. Phương pháp đó đã trở thành tiêu chuẩn trong lĩnh vực này.
Mirrlees và Vickrey đã chia sẻ giải Nobel Kinh tế năm 1996 "vì những đóng góp cơ bản cho lý thuyết kinh tế dưới thông tin bất đối xứng".
Mirrlees cũng là đồng tác giả với giáo sư MIT là Peter A. Diamond về Định lý hiệu quả Diamond – Mirrlees, được phát triển vào năm 1971.
Mirrlees là giáo sư kinh tế chính trị tại Đại học Cambridge, và là ủy viên của Trinity College, Cambridge. Ông dành vài tháng trong năm tại Đại học Melbourne, Úc. Ông hiện là giáo sư đầu ngành xuất sắc của Đại học Hồng Kông Trung Quốc cũng như Đại học Macau. Năm 2009, ông được bổ nhiệm làm người sáng lập của Trường Cao đẳng Morningside thuộc Đại học Hồng Kông Trung Quốc.
Mirrlees là thành viên Hội đồng Cố vấn Kinh tế của Scotland. Ông cũng là người đứng đầu Tạp chí Mirrlees, một tạp chí của hệ thống thuế Vương quốc Anh thuộc Viện Nghiên cứu tài chính.
Sinh viên của ông bao gồm các học giả và các nhà hoạch định chính sách nổi tiếng như Sir Partha Dasgupta, Giáo sư Huw Dixon, Lord Nicholas Stern, Giáo sư Anthony Venables và Sir John Vickers.

## Sách đã xuất bản
- "A New Model of Economic Growth"(with N. Kaldor), RES, 1962
- "Optimum Growth When Technology is Changing", RES, 1967
- "The Dynamic Nonsubstitution Theorem", RES, 1969
- "The Evaluation of National Income in an Imperfect Economy", Pakistan Development Review, 1969
- Manual of Industrial Project Analysis in Developing Countries, Vol II: Social Cost Benefit Analysis (with I.M.D. Little), 1969
- "An Exploration in the Theory of Optimum Income Taxation", RES, 1971
- "Optimal Taxation and Public Production I: Production Efficiency" (with P.A. Diamond), AER, 1971
- "Optimal Taxation and Public Production II: Tax Rules"(with P.A. Diamond),AER, 1971
- "The Terms of Trade: Pearson on Trade, Debt, and Liquidity", in The Widening Gap (ed. Barbara Ward), 1971)
- "On Producer Taxation", RES, 1972
- "Further Reflections on Project Analysis" (with I.M.D. Little), Development and Planning. Essays for Paul Rosenstein-Rodan (eds. Bhagwati and Eckaus, 1972
- "Fairly Good Plans" (with N.H. Stern), Journal of Economic Theory, 1972
- "Aggregate Production with Consumption Externalities" (with P.A. Diamond), QJE, 1973
- "The Optimum Town", Swedish Journal of Economics, 1972
- "Population Policy and the Taxation of Family Size", Journal of Public Economics, 1972 *"Agreeable Plans" (with P.J. Hammond) and "Models of Economic Growth" (introduction), in Models of Economic Growth (ed. Mirrlees and Stern), 1973
- Project Appraisal and Planning for Developing Countries (with I.M.D. Little), 1974
- "Optimal Accumulation under Uncertainty: the Case of Stationary Returns to Investment", in Allocation under Uncertainty (ed. J. Dreze), 1974
- "Notes on Welfare Economics, Information and Uncertainty", in Essays in Equilibrium Behavior under Uncertainty (eds. M. Balch, D. McFadden, and S. Wu), 1974
- "Optimal Taxation in a Two-Class Economy", Journal of Public Economics, 1975
- "Optimum Saving with Economies of Scale" (with A.K. Dixit and N.H. Stern), RES, 1975
- "A Pure Theory of Underdeveloped Economies, using a Relationship between Consumption and Productivity", in Agriculture in Development Theory (ed. L. Reynolds), 1975
- "The Desirability of Natural Resource Depletion" (with J.A. Kay), in The Economics of Natural Resource Depletion (ed. D.W. Pearce), 1975
- "The Optimal Structure of Incentives and Authority within an Organization", Bell Journal of Economics and Management Science, 1976
- "On the Assignment of Liability: the Uniform Case" (with P.A. Diamond), Bell Journal of Economics, 1975
- "Private Constant Returns and Public Shadow Prices"(with P.A. Diamond), RES, 1976
- "Optimal Tax Theory: A Synthesis", Journal of Public Economics, December 1976
- "Implications for Tax Rates", in Taxation and Incentives, 1976
- "Arguments for Public Expenditure" in Contemporary Economic Analysis (eds. Artis and Nobay), 1979
- "Social Benefit-Cost Analysis and the Distribution of Income", World Development, 1978
- "A Model of Optimal Social Insurance with Variable Retirement" (with P.A. Diamond), Journal of Public Economics, 1978
- "The Economic Uses of Utilitarianism", in Utilitarianism and Beyond (eds. Sen and Williams), 1982
- "Optimal Taxation in a Stochastic Economy: A Cobb-Douglas Example" (with P.A. Diamond and J. Helms), Journal of Public Economics, 1980
- "The Theory of Optimum Taxation", Handbook of Mathematical Economics (eds. Arrow and Intriligator), Vol.III, 1985
- "Optimal Foreign-income taxation", Journal of Public Economics, 1982
- "Insurance Aspects of Pensions" (with P.A. Diamond), in Pensions, Labor and Individual Choice (ed. David A. Wise), 1985
- "Payroll-tax financed social insurance with variable retirement" (with P. A. Diamond), Scandinavian Journal of Economics, 1986
- "Taxing Uncertain Incomes", Oxford Economic Papers, 1990
- "Project Appraisal and Planning Twenty Years On" (with I.M.D. Little), in Proceedings of the World Bank Annual Conference on Development Economics 1990 (eds. Stanley Fischer, Dennis de Tray and Shekhar Shah), 1991
- "Optimal Taxation of Identical Consumers when markets are incomplete" (with P.A. Diamond), in Economic Analysis of Markets and Games (ed. Dasgupta, Gale, Hart and Maskin), 1992
- "Optimal Taxation and Government Finance" in Modern Public Finance (eds. Quigley and Smolensky), 1994
- "Welfare Economics and Economies of Scale", Japanese Economic Review, 1995
- "Private Risk and Public Action: The Economies of the Welfare State", European Economic Review, 1995
- "Tax by Design: the Mirrlees Review Lưu trữ ngày 19 tháng 6 năm 2021 tại Wayback Machine", J. Mirrlees, S. Adam, T. Besley, R. Blundell, S. Bond, R. Chote, M. Gammie, P. Johnson, G. Myles and J. Poterba, ISBN 978-0-19-955374-7, Đại học Oxford Press: September 2011."